# Джерико-Спрінгс (Міссурі)
Джерико-Спрінгс (англ. Jerico Springs) — селище (англ. village) в США, в окрузі Седар штату Міссурі. Населення — 160 осіб (2020).

## Географія
Джерико-Спрінгс розташоване за координатами 37°37′9″ пн. ш. 94°0′56″ зх. д. / 37.61917° пн. ш. 94.01556° зх. д. (37.619045, -94.015490).  За даними Бюро перепису населення США в 2010 році селище мало площу 1,77 км², з яких 1,77 км² — суходіл та 0,00 км² — водойми.

## Демографія
Згідно з переписом 2010 року, у селищі мешкало 228 осіб у 87 домогосподарствах у складі 56 родин. Густота населення становила 129 осіб/км².  Було 124 помешкання (70/км²).
Расовий склад населення:
| - 96,5 % — білих |

До двох чи більше рас належало 3,5 %. Частка іспаномовних становила 2,2 % від усіх жителів.
За віковим діапазоном населення розподілялося таким чином: 27,2 % — особи молодші 18 років, 57,9 % — особи у віці 18—64 років, 14,9 % — особи у віці 65 років та старші. Медіана віку мешканця становила 36,5 року. На 100 осіб жіночої статі у селищі припадало 107,3 чоловіків;  на 100 жінок у віці від 18 років та старших — 107,5 чоловіків також старших 18 років.
Середній дохід на одне домашнє господарство  становив 75 333 долари США (медіана — 33 750), а середній дохід на одну сім'ю — 105 702 долари (медіана — 48 750). За межею бідності перебувало 22,2 % осіб, у тому числі 41,7 % дітей у віці до 18 років та 9,4 % осіб у віці 65 років та старших.
Цивільне працевлаштоване населення становило 69 осіб. Основні галузі зайнятості: роздрібна торгівля — 15,9 %, виробництво — 15,9 %, освіта, охорона здоров'я та соціальна допомога — 15,9 %.